# Neder Holluf
Neder Holluf er en bydel i den sydøstlige del af Odense med 7.200 indbyggere pr. 2018. Fra 2006 blev Neder Holluf betragtet som en del af Odense.
Bydelen ligger omkring en kilometer fra Hollufgaard. I dag er resterne af den oprindelige landsby indlemmet i Odense-bydelen Holluf Pile, og i kraft af dette er der ikke så mange spor tilbage efter den oprindelige landsbykerne. Vejforløbet er bevaret, og enkelte gårde og huse ligger tilbage. Der var indtil 1990 en maskinstation og en planteskole i landsbyen.
Byens nære tilknytning til Hollufgaard, vandmøllen og udenomsarealerne gør den til et godt eksempel på et herregårdslandskab. I dette tilfælde forsøgte kommunen aktivt at gøre en herregård med omliggende arealer til et rekreativt område med vægt på brugen og bevarelsen af området.

## Historie
Neder Holluf var oprindelig en landsby beliggende tæt ved Hollufgård men adskilt fra denne af Lindved Å.[kilde mangler]
Landsbyen bestod i 1682 af 7 gårde, 2 huse med jord og 2 huse uden jord. Det samlede dyrkede areal udgjorde 169,5 tønder land skyldsat til 38,30 tønder hartkorn. Dyrkningsformen var trevangsbrug.
Neder Holluft bevarede længe sit landlige præg. Først efter kommunalreformen i 1970 skete en inddragelse af området i den fremadskridende byudvikling.[kilde mangler]